# 相川茉穗
相川茉穗（1999年3月26日—）日本神奈川縣出身的歌手。原為早安家族所屬團體ANGERME（前稱S/mileage）的成員。血型為A型，身高為163公分，代表色為綠色。2017年12月31日宣布從ANGERME畢業並且從藝能界引退，2020年回歸藝能界並擔任模特兒。

## 個人簡歷
2013年
- 曾經參加早安少女組。12期「未來少女」徵選落選。

2014年
- 4月1日加入Hello! Pro研修生。
- 10月4日成為S/mileage三期成員。

2015年
- 1月1日，團名由S/mileage更改為ANGERME。

2017年
- 1月11日，因恐慌症暫停所有藝能活動。
- 12月31日，宣布從ANGERME畢業並且從藝能界引退。

2018年
- 5月2日，開設Instagram。

2020年
- 10月4日，回歸藝能界擔任模特兒，所屬N・F・B。

## 外部連結
- アンジュルム新メンバー官方部落格 （页面存档备份，存于）
- 相川茉穗成員介紹頁 （页面存档备份，存于）